# Довбня Василь Віталійович
Довбня Василь Віталійович (нар. 14 січня 1996 — 29 серпня 2022) — гуморист, репетитор та сомєльє. Лейтенант 57-ї окремої мотопіхотної бригади ЗСУ

## Життєвий шлях
Народився на Чернігівщині в с.Блистова на Василя в 1996 році.
З 2013 по 2019 роки навчався в КНУ імені Шевченка по спеціальності Історія на кафедрі Новітньої історії України. Під час навчання в університеті закінчив військову кафедру. Неодноразовий учасник ігор КВН в університеті Шевченка та поза.
З початку повномаштабного вторгнення одразу пішов на службу до ЗСУ.
Загинув боронячи свою країну під час українського контрнаступу в Херсонській області
Похований в с.Блистова Новгород-Сіверського району на Чернігівщині.
| Емблема Збройних сил України | Це незавершена стаття про військового чи військову Збройних сил України. Ви можете допомогти проєкту, виправивши або дописавши її. |